# Chartreuse de Güterstein
La chartreuse de Güterstein est une ancienne chartreuse près de Bad Urach. Le nom de Güterstein n'apparaît qu'à la fin du XIVe siècle dans les sources.

## Histoire

### La fondation cistercienne
Au début du XIIIe siècle, Conrad d'Urach, cardinal et abbé général des cisterciens, aurait annoncé ad lapidem la fondation d'un monastère dont s'occupera plus tard son frère Rudolf. À la fin de la Maison de Hohenstaufen, lorsque les comtes d'Urach reviennent dans la vallée de l'Erms (en), les premiers bâtiments sont construits.

### L'abbaye bénédictine
Les bénédictins de l'abbaye de Zwiefalten reprennent le monastère et le développent fortement. Vers 1380, une chapelle consacrée à la Vierge est élevée, sous la responsabilité d'un prévôt, et devient un lieu de pèlerinage. Par ailleurs, le lieu est placé sous la protection des comtes de Wurtemberg et des vasseaux.
En 1439, les bénédictins quittent Güterstein pour des raisons politiques et sont remplacés par les chartreux. Les comtes Louis IV et Ulrich V maintiennent le monastère et appliquent leur réforme des monastères pour étendre leur influence sur Ehningen et autour d'Entringen, près de Tübingen. Cette influence se traduit par la nomination de prêtres. Le monastère est financièrement à l'abri et s'accroît à la fin du XVe siècle.
Vers 1441, Güterstein devient le lieu de sépulture des souverains de Wurtemberg qui, après la division du comté par le traité de Nürtingen, reçoivent la région d'Urach où ils résident.

### La chartreuse
Vingt ans après l'installation des chartreux à Güterstein, le prieur reçoit la charge de visiteur canonique des chartreuses par la bulle du pape Pie II.
Dans la chartreuse, on écrit de la littérature religieuse, en association avec des laïcs. En 1447, Geistliche Gespräch zwischen einer Fürstin und einer Krämerin (« Conversation spirituelle entre une princesse et une épicière ») est un livre médical suscitant l'intérêt du lecteur pour lui transmettre un message spirituel.
De même, on recense les saints locaux et un chapelet. Traduit sous le nom de Alphabetum divini amoris, il est imprimé en 1493 à Memmingen. Le traducteur Johannes Mickel meurt à Güterstein en 1508. Une autre personnalité remarquable parmi les moines est le médecin Thomas Finck, qui est probablement aussi le traducteur Thomas de Heilprun. Il meurt dans le premier quart du XVIe siècle.
Le moine Thilmann Mosenus tient un grand rôle dans le dialogue des chartreux au début de la Réforme. La chartreuse, qui comprend vingt cellules pour les moines et dix pour les convers, reste influente.
Le lien étroit avec les comtes de Wurtemberg se distend peu à peu. En 1477, Eberhard V fonde l'université de Tübingen et installent à Urach les Frères de la vie commune qui font du prosélytisme, contrairement aux chartreux de Güterstein qui vivent reclus. Ces deux mesures visent à limiter l'influence des derniers.
En 1535, la Réforme met fin à l'activité monastique de Güterstein. Une grande partie des moines viennent à la chartreuse de Buxheim. Une tentative de relance de l'activité de la chartreuse de Güterstein échoue entre 1550 et 1551. L'ancien procurateur de la chartreuse, Johannes Frey, se convertit au protestantisme et devient le premier pasteur de Metzingen.

## Architecture et description
Il ne reste aujourd'hui de la chartreuse de Güterstein que les bâtiments de la ferme. L'église Sainte-Marie, la chapelle funéraire et celle du pèlerinage ; les bâtiments d'habitation et de commerces ont disparu, car ils sont détruits durant la Réforme. En 1554, les restes remarquables sont transférés à l'église abbatiale de Tübingen (de). Parmi les tombes conservées, on trouve celle de l'archiduchesse Mechthild sculptée en 1450, attribuée à Hans Multscher.
Le lieu reste une attraction pour sa cascade (de) d'eau de source. En 1715, un système d'irrigation est mis en place depuis cette source.